# Broadalbin (village, New York)
Ne doit pas être confondu avec Broadalbin (ville, New York).
Broadalbin est un village situé dans le comté de Fulton, dans l'État de New York, aux États-Unis,. En 2010, il comptait une population de 1 327 habitants.

## Démographie
Lors du recensement de 2010, le village comptait une population de 1 327 habitants. Elle est estimée, en 2019, à 1 275 habitants.